# Tetney
Tetney är en ort och civil parish i Storbritannien.   Den ligger i grevskapet Lincolnshire och riksdelen England, i den sydöstra delen av landet, 220 km norr om huvudstaden London. Tetney ligger 7 meter över havet och antalet invånare är 1 602.
Terrängen runt Tetney är platt. En vik av havet är nära Tetney åt nordost. Runt Tetney är det ganska tätbefolkat, med 75 invånare per kvadratkilometer. Närmaste större samhälle är Grimsby, 8,9 km norr om Tetney. Trakten runt Tetney består till största delen av jordbruksmark.